# Hanseki-hōkan
Hanseki-hōkan (jap. 版籍奉還) – zwrot rejestrów hanowych. Trwał od 2 marca do 2 sierpnia 1869. Polegał na dobrowolnym przekazaniu  przez daimyō praw do ich hanów (lenn) cesarzowi Meiji, w celu umocnienia władzy centralnej.
Pomimo przywrócenia władzy cesarskiej w 1868, nowy rząd Japonii dysponował jedynie skromnym dochodem ze znajdujących się w posiadaniu dworu cesarskiego świątyń buddyjskich i chramów sintoistycznych oraz z dóbr skonfiskowanych rodowi Tokugawa, podzielonych na 21 prefektur (ken 県) i 3 miasta wydzielone (fu 府) – Kioto, Edo i Osakę. Pozostałe 273 hany zachowały swoją szeroką autonomię i jedynie od dobrej woli ich daimyō zależała kwestia udzielenia wsparcia finansowego nowemu rządowi cesarskiemu. Jako pierwszy z projektem zwrotu rejestrów hanowych wystąpił Hirobumi Itō. 
Po długich wahaniach, 2 marca 1869 daimyō Chōshū, Takachika Mōri, wraz z daimyō: Satsumy – Tadayoshim Shimazu, Tosy – Toyonorim Yamanouchi i Hizen – Naohiro Nabeshimą, przedstawili wspólną petycję do tronu, oddając swoje ziemie i ludzi do dyspozycji cesarza. Zrzekając się praw do własnych dóbr, liczyli oni na to, że skoro tylko rząd cesarski ugruntuje swoją pozycję, ich posiadłości zostaną przypisane im na nowo, a nawet, że zostaną one w znacznym stopniu powiększone z uwagi na ich wkład wniesiony w przywrócenie władzy cesarzowi. Następnie, niemal wszyscy pozostali daimyō złożyli podobne petycje w obawie, że zaniechanie tego poda w wątpliwość ich lojalność wobec cesarza. W okresie od 25 lipca do 2 sierpnia 1869 rząd cesarski przejął rejestry 262 hanów i wydał stosowne ponaglenia do zwlekających 14 daimyō.
Wszyscy daimyō zostali mianowani urzędnikami państwowymi, otrzymując niedziedziczne tytuły gubernatorów hanowych (chihanji 知藩事) i prawo do wynagrodzenia w wysokości sięgającej 10% wartości podatków zbieranych w ich hanach. Jednak różnica pomiędzy hanami i prefekturami, które ustanowiono na terenach odebranych rodowi Tokugawa i jego sprzymierzeńcom, polegała na tym, że hany nadal posiadały własne oddziały wojskowe. 
Ostateczne zniesienie hanów i ustanowienie na ich miejsce prefektur nastąpiło 29 sierpnia 1871.